# Aeroportul Municipal Boulder City
Aeroportul Municipal Boulder City (IATA: BLD, ICAO: KBVU, FAA LID: BVU) este un aeroport din Nevada, Statele Unite ale Americii ce deservește zona Boulder City⁠(d). Aeroportul a fost tranzitat în 2019 de 323.704 pasageri. A fost numit după zona deservită.
Situat la o altitudine de 671 m, aeroportul dispune de 2 piste.

## Infrastructură

### Piste
Aeroportul dispune de 2 piste. Pista 09/27 are suprafața de asfalt și dimensiunile 4.803 picioare × 75 picioare. Pista 15/33 are suprafața de asfalt și dimensiunile 3.852 picioare × 75 picioare. 